# Guy’s és St Thomas’ Kórházak Egyesített Orvosi és Fogorvosi Iskolája
A Guy's és St Thomas' Kórházak Egyesített Orvosi és Fogorvosi Iskolája egy Londonban közösen létrehozott orvosi és fogászati iskola neve volt, mely a Guy’s Kórház Orvosi Iskolájának, a St Thomas's Kórház Orvosi Iskolájának és a Londoni Királyi Fogászati Iskola összevonásával jött létre.
Az összevont iskolát sokkal inkább UMDS néven ismerték.
Az UMDS 1982-ben a Guy’s és a St. Thomas kórházak egészségügyi iskoláinak összevonásával jött létre. Először akkor bővült az iskola, mikor 1983-ban a Londoni Királyi Fogászati Kórház Szájsebészeti Iskolája összeolvadt a Guy’s Kórház Fogászati Iskolájával, majd pedig 1985-ben, mikor idekerült a Bőrgyógyászati Posztgraduális Intézet.
Kezdetekben az UMDS hallgatóit a két kampusz egyikében helyezték el. A legtöbb klinikaelőtti, valamint az összes klinikai oktatás el volt választva egymástól. Az 1989-ben felvételt nyertekkel együtt a hallgatókat már nem lehetett ilyen formában elhelyezni, s a tanulók oktatását megosztották a főépületek és a perifériákon épült kórházak között.
A King’s College London és az UMDS között 1992-ben megbeszélések indultak egy későbbi összeolvadást illetően. Ennek következtében az UMDS-t 1998-ban beolvasztották a King’s College-be, s ezt követően GTK Orvostudományi Iskola, majd 2005-től a King’s College London Orvostudományi és Fogászati Iskolája néven működött tovább. Jelenleg a fogorvosi iskola Fogorvosi Intézet, az iskola többi része pedig King's College Orvostudományi Iskola néven működik tovább.

## Története
A Guy's és a St. Thomas' Kórházak már az UMDS létrehozása előtt is együttműködtek. 1769 előtt a két kórházat Egyesített Kórházak néven ismerték. Ezt a megállapodást 1769-ben formálisan is megkötötték, s ezt követően az orvostanhallgatókat a Guy’s, míg a fogorvos-hallgatókat a St Thomas’ Kórház képezte.
Miután a két kórház között vita robbant ki, hogy melyikül Sir Astley Cooper örököse, a Guy’s Kórház 1825-ben létrehozta saját iskoláját. Ezt követően a sebészeti hallgatók 1836-ig mindkét iskolában tanultak. A két iskola hallgatói között 1836-ban felkelés robbant ki,. mert nem tudták eldönteni, ki üzemeltesse a St Thomas’s színházát. A megállapodásnak ez vetett véget. A két orvostudományi iskola egészen az UMDS 1892-es megalakításáig külön dolgozott.

## Fordítás
- Ez a szócikk részben vagy egészben  az   United Medical and Dental Schools of Guy's and St Thomas' Hospitals című angol Wikipédia-szócikk ezen változatának fordításán alapul.  Az eredeti cikk szerkesztőit annak laptörténete sorolja fel. Ez a jelzés csupán a megfogalmazás eredetét és a szerzői jogokat jelzi, nem szolgál a cikkben szereplő információk forrásmegjelöléseként.